# Serbie aux Jeux olympiques de la jeunesse d'hiver de 2012
La Serbie a participé aux Jeux olympiques de la jeunesse d'hiver de 2012 à Innsbruck en Autriche du 13 au 22 janvier 2012. L'équipe serbe était composée de 2 athlètes dans 2 sports différents.

## Résultats

### Ski alpin
La Serbie a qualifié un homme en ski alpin.
Homme
| Athlète            | Épreuve      | Finale        | Finale      | Finale        | Finale      |
| Athlète            | Épreuve      | Manche 1      | Manche 2    | Total         | Rang        |
| ------------------ | ------------ | ------------- | ----------- | ------------- | ----------- |
| Strahinja Stanišić | Slalom       | Disqualifié   | Disqualifié | Disqualifié   | Disqualifié |
| Strahinja Stanišić | Slalom géant | 1 min 01 s 85 | 57 s 15     | 1 min 59 s 00 | 19          |

### Biathlon
La Serbie a qualifié un homme.
Homme
| Athlète      | Épreuve   | Finale        | Finale  | Finale |
| Athlète      | Épreuve   | Temps         | Manqués | Rang   |
| ------------ | --------- | ------------- | ------- | ------ |
| Dženis Avdić | Sprint    | 24 min 18 s 5 | 7       | 47     |
| Dženis Avdić | Poursuite | 38 min 37 s 7 | 9       | 45     |